# Hesperocyparis macnabiana
Cupressus macnabiana (Кипарис Макнаба) — вид хвойних рослин родини кипарисових.

## Етимологія
Вид названий на честь Джеймса Мак-Наба (1810–1878), куратора Единбурзького ботанічного саду в той час як вид був описаний. Хоча вид був описаний Ендрю Мюрреєм, шотландським політиком, який також зробив собі ім'я вивченням комах і хвойних, він був насправді зібраний А. Ф. Бердслі, професійним збирачем насіння, що працював на пана Мюррея.

## Поширення, екологія
Цей вид є рідним для США, Каліфорнії: берегові хребти, гори на півночі Каліфорнії, Сьєрра-Невада. Кипарис зустрічається у чапаралях і рідколіссях разом з Pinus attenuata, Pinus sabiniana, рідше Pinus ponderosa, Quercus, Arctostaphylos. Часто утворює гаї на кам'янистих схилах і в ущелинах в глині, суглинках або піску над серпантинами. Висотний діапазон становить від 300 м до 1200 м над рівнем моря. Клімат середземноморського типу з сухим жарким літом і зимовими дощами.

## Морфологія

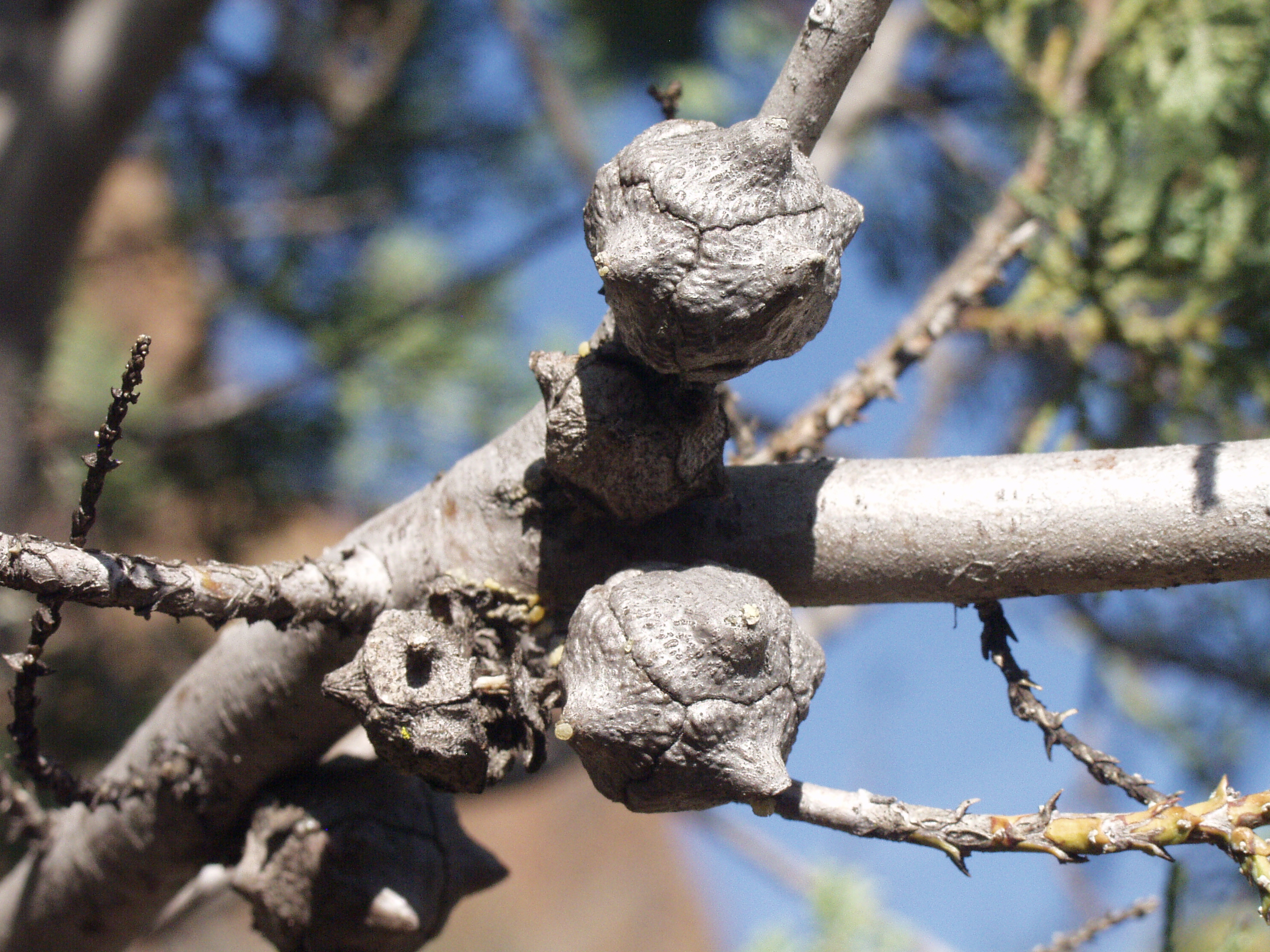
Шишки

Вічнозелений кущ або дерево висотою до 12 м; крона широко конічна, щільна. Кора груба, борозниста, волокниста. Листя лускоподібне, 1–2 мм довжиною з гострою вершиною. Молоді саджанці виробляють голчасті листки завдовжки до 10 мм в перший рік. Пилкові шишки 2–3 × 2 мм; пилкових мішечків 3–5. Шишки кулясті, в основному 1,5–2,5 см, коричневі або сірі, не тьмяні; лусок 3-4 пари. Насіння 2–5 мм, від світло- до середньо коричневих, іноді злегка тьмяні. Шишки не відкриваються щоб випустити насіння, поки батьківське дерево не гине від пожежі.

## Використання
Це відносно невелике дерево, можливо, локально використовувалося для огорож; деревина не має будь-якої комерційної цінності. Дерево рідкісне у вирощуванні.

## Загрози та охорона
Пожежі несуть потенційну небезпеку, тільки якщо їх частота або інтенсивність буде перевищувати природний рівень стійкості: вид, залежить від вогню для успішної регенерації. Політика пожежогасіння може становити велику загрозу. Кілька популяцій знаходяться в межах охоронних територій.